# نوبورو آئومی
نوبورو آئومی (انگلیسی: Noboru Aomi؛ زادهٔ ۵ دسامبر ۱۹۳۸) کشتی‌گیر اهل ژاپن بود.